# Eye Candy
Eye Candy é
uma série de televisão americana de suspense, drama e terror exibida pela MTV, baseada no livro homônimo de R.L. Stine e estrelada por Victoria Justice. A série tem produção de Catherine Hardwicke (Crepúsculo) e Jasom Blum (Os Infratores).
A produção foi anunciada em fevereiro de 2014, enquanto a estreia aconteceu em 12 de janeiro do ano seguinte. Em 18 de abril de 2015, Victoria anunciou, pelo seu Twitter pessoal, que o seriado havia sido cancelado. No dia seguinte, a emissora confirmou a informação.

## Sinopse
Lindy (Victoria Justice) é uma hacker de 21 anos com uma habilidade especial: ela consegue ver facilmente pistas e ligações no mundo digital que outras pessoas não conseguem. Influenciada por sua colega de quarto a tentar um relacionamento online, Lindy começa a suspeitar que um de seus pretendentes seja um stalker com tendências assassinas. Quando a divisão de Crimes Virtuais de Manhattan descobre um potencial serial killer, todas as pistas levam a ele. Lindy, então, se une a alguns amigos hackers e decide ajudar a polícia a solucionar o caso, e passa a colocar o seu próprio conceito de justiça em prática nas ruas de Nova York.

## Transmissão
Os dez episódios da primeira e única temporada foram exibidos pela MTV americana entre 12 de janeiro e 16 de março de 2015. No Brasil, sua exibição ainda não foi divulgada, o que deve ocorrer pela MTV Brasil.

## Elenco

### Elenco Regular
- Victoria Justice como Lindy Sampson
- Casey Deidrick como Tommy Calligan
- Harvey Guillen como George Reyes
- Kiersey Clemons como Sophia Preston
- John Garet Stoker como Connor North

### Elenco Recorrente
- Ryan Cooper como Jake Bolin
- Melanie Nicholls-King como Catherine Shaw
- Eric Sheffer Stevens como Hamish Stone
- Marcus Callender como Detetive Yeager
- Rachel Kenney como Detetive Pascal
- Nils Lawton como Reiss Hennesy
- Daniel Lissing como Ben Miller
- Jordyn DiNatale como Sara Sampson
- Peter Mark Kendall como Bubonic
- Taylor Rose como Amy Bryant
- Daniel Flaherty como Max Jenner
- Erica Sweaney como Julia Becker

### Episódios
Foram encomendados 10 episódios para a primeira temporada da série, com o primeiro episódio "K3U " tendo sua estreia dia 12 de Janeiro de 2015.
| N. | #  | Título   | Diretor(es)     | Escritor(es)                    | Exibição Original       | Audiência (em milhões) |
| --- | -- | -------- | --------------- | ------------------------------- | ----------------------- | ---------------------- |
| 1 | 1  | ""K3U""  | Russell Mulcahy | Christian Taylor e Emmy Grinwis | 12 de Janeiro de 2015   | 0.59                   |
| Recém liberdade condicional Lindy comemora sua nova liberdade encontrada com seus melhores amigos, que também acontecerá a ser um grupo de hackers da Internet como ela. Lindy está configurado com uma conta em um aplicativo chamado Flirtual, com o pseudônimo de "Eye Candy ', quando seus amigos querem que ela abraçar o início de sua nova vida com alguém especial. Mas, Lindy mais tarde percebe que alguém está seguindo-a, e descobre um stalker tomou um interesse em seu perfil online. Lindy tenta usar suas habilidades de hacker para sua vantagem, mas esta pessoa anônima prova mais forte e mais torcida do que ela pensava. Este perseguidor é também um serial killer. Lindy e seus amigos decidem se unir para parar o assassino em série de golpear novamente, ao mesmo tempo, procurando de Lindy longo irmã desaparecida Sara nas ruas de New York City. |    |          |                 |                                 |                         |                        |
| 2 | 2  | ""BRB""  | Russell Mulcahy | Christian Taylor                | 19 de Janeiro de 2015   | 0.63                   |
| Recuperando-se de um assassinato trágico, Lindy está determinado a encontrar o assassino, indo em datas com dois suspeitos. Mas, como ela começa a deixar novas pessoas em sua vida, ela se coloca e seus amigos em um radar assassinos perigosos. |    |          |                 |                                 |                         |                        |
| 3 | 3  | ""HBTU"" | Scott Speer     | Meredith Glynn                  | 26 de Janeiro de 2015   | 0.52                   |
| Depois de um novo rapto, a obsessão de Lindy com encontrar o assassino cresce. Seus mundos colidem quando Sophia dá uma festa, enquanto Jake começa a desenvolver uma paixão por Lindy, embora ele emergiu como o principal suspeito no caso. |    |          |                 |                                 |                         |                        |
| 4 | 4  | ""YOLO"" | Scott Speer     | Deanna Kizis                    | 2 de Fevereiro de 2015  | 0.60                   |
| Lindy investiga o desaparecimento de cinco adolescentes usando seu dom de decifrar pistas escondidas nas mídias sociais. Lindy e Tommy são levados a um lugar inesperado, e para seu novo relacionamento com a Unidade de Crimes Cibernéticos. |    |          |                 |                                 |                         |                        |
| 5 | 5  | ""IRL""  | Nathan Hope     | Robert Port                     | 9 de Fevereiro de 2015  | 0.62                   |
| Os oficiais de Cyber Crimes Unit e Lindy Sampson deve pôr fim ao assassino, enquanto uma festa no clube de Sophia pode explodir resultando a vida de pessoas inocentes. |    |          |                 |                                 |                         |                        |
| 6 | 6  | ""ICU""  | Nathan Hope     | Emmy Grinwis                    | 16 de Fevereiro de 2015 | 0.71                   |
| Lindy ajuda a barriga para parar um hacker que está mexendo com um hospital, fora dos livros, mas para isso, ela precisa para se tornar um paciente |    |          |                 |                                 |                         |                        |
| 7 | 7  | ""SOS""  | David Platt     | Adam Lash & Cori Uchinda        | 23 de Fevereiro de 2015 | 0.60                   |
| Um casal é atacado em um apartamento que alugaram online, e Jake pede a Lindy para ajudá-lo. |    |          |                 |                                 |                         |                        |
| 8 | 8  | ""AMA""  | David Platt     | Meredith Glynn                  | 2 de Março de 2015      | 0.58                   |
| Lindy é levada de volta para uma série de flashbacks envolvendo Ben, Thomas, e Catherine, que revela segredos chocantes. |    |          |                 |                                 |                         |                        |
| 9 | 9  | ""FYEO"" | Martha Mitchell | Emmy Grinwis                    | 9 de Março de 2015      | 0.53                   |
| Enquanto Jake e Lindy estão em seu caminho para descobrir o que aconteceu com sua irmã, Tommy está a caminho para descobrir o assassino Flirtual. |    |          |                 |                                 |                         |                        |
| 10 | 10 | ""A4U""  | Martha Mitchell | Christian Taylor                | 16 de Março de 2015     | 0.54                   |
| Busca de Lindy por sua irmã a leva a Hart Island, o local do cemitério para mortos não identificados e não reclamados, em Nova York, e um confronto com o assassino que irá forçá-la a escolher quem eo que é mais importante para ela. |    |          |                 |                                 |                         |                        |

## Recepção

### Crítica
A série recebeu críticas mistas. Tim Stack da Entertainment Weekly declarou: "Enquanto Justice é uma atriz vencedora, ela é miscast aqui e não ajudou por uma linha de história que se sente como um daqueles velhos filmes de TV dos EUA que teria estrelou Shannen Doherty e Rob Estes."
Robert Lloyd, do Los Angeles Times disse: "o prólogo é bem tratado, suspense e alarmante, mas muito mais do que se segue parece, pelo menos, um pouco bobo ou confundido". Mais positivamente, Adam Smith, do Boston Herald disse: "Com o suspense Eye Candy, temos um show muito bom, especialmente para os adolescentes que recebem uma emoção fora de ser assustado."

### Audiência
A estreia da série atraiu um total de 0,59 milhões de espectadores e 0,2 na demo [18-49 anos], sendo a segunda pior estreia da MTV, perdendo apenas para Happyland. Porém, com os episódios seguintes, a série conseguiu posições melhores.

## Referêncas
- http://www.adorocinema.com/series/serie-17314/
- http://omelete.uol.com.br/series-tv/noticia/eye-candy-mtv-aprova-serie-da-diretora-de-crepusculo/
- http://www.minhaserie.com.br/novidades/20401-eye-candy-estreia-nesta-segunda-conheca-a-serie-de-misterio-e-suspense-da-mtv